# Reisbach (Saarland)
Reisbach is een plaats in de Duitse gemeente Saarwellingen, deelstaat Saarland, en telt 2800 inwoners.